# Assombrissement centre-bord

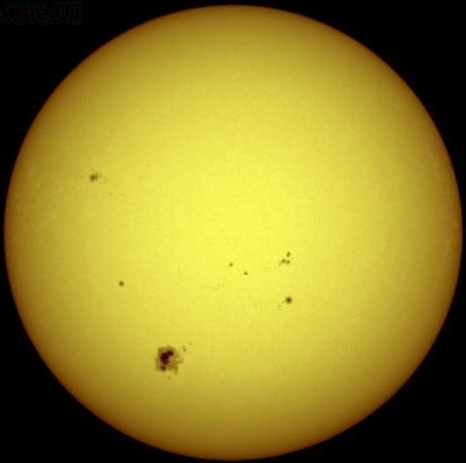
Image du soleil.

En astronomie, l'assombrissement centre-bord ou assombrissement du limbe est l'effet de diminution apparente de l'intensité lumineuse sur les bords d'une étoile. Cet effet est la conséquence de l'absorption et de la diffusion de la lumière émise dans la photosphère, une région externe de l'étoile d'où provient la lumière qui s'échappe de celle-ci.

## Rayonnement angulaire

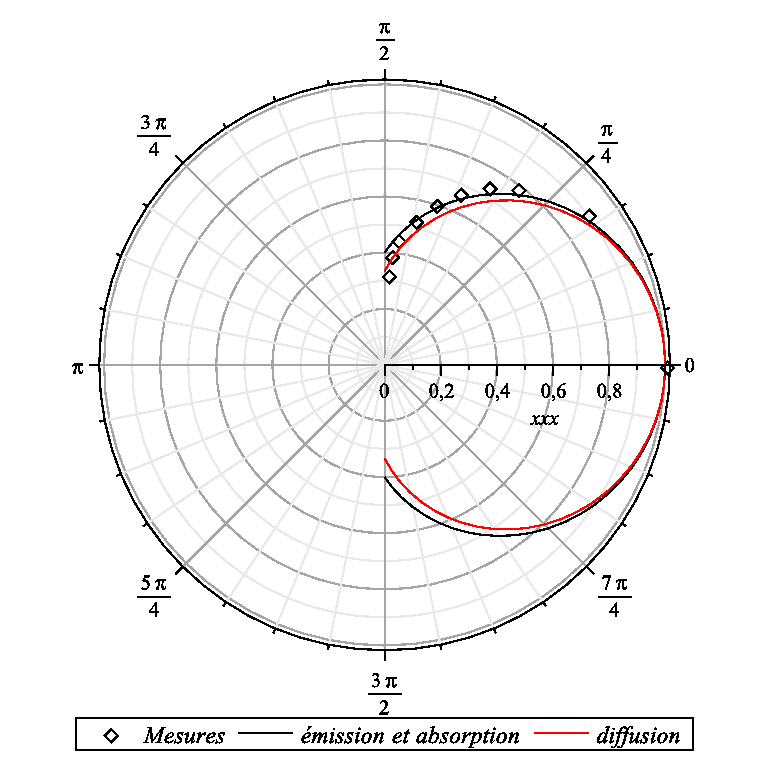
Répartition angulaire de la luminance à la surface d'une étoile.

Le rayonnement émis est identique (à un certain nombre de fluctuations locales près) en tout point de l'étoile. Ce qui parvient à l'observateur est émis d'un point de l'étoile qui fait un angle θ avec la normale locale à sa surface, valant 0 au centre et π / 2 à la périphérie. Le problème est donc de caractériser l'émission localement en fonction de cet angle (représentation polaire).

## Rayonnement dans la partie externe de l'étoile
Le rayonnement obéit à l'équation de transfert radiatif dans un milieu caractérisé par un gradient de température de l'ordre de 10−6 K / m dans un milieu où le libre parcours moyen vaut 10−2 à 10−6 m. On considère donc le milieu proche de l'équilibre thermodynamique local caractérisé par un spectre de corps noir à la température locale T,.
On peut caractériser le rayonnement dans le milieu et donc le rayonnement sortant en supposant que les coefficients d'absorption et d'extinction sont indépendants de la longueur d'onde (milieu « gris »), ce qui constitue une hypothèse grossière. Ce calcul est analytique dans deux cas :
- émission et absorption mais pas de diffusion,
- diffusion seulement, la source étant située à l'infini dans l'étoile.

### Émission et absorption
Le rayonnement intégré sur toutes les longueurs d'onde obéit à la répartition suivante par rapport à sa valeur normale à la surface θ = 0
{\displaystyle R(\theta )={\frac {2+3\cos \theta }{5}}}
La luminance sortante est égale à celle de la source à une profondeur optique égale à cos ( θ ) : c'est la relation d'Eddington-Barbier.

### Diffusion
Dans le cas d'un milieu purement diffusif éclairé par l'arrière (problème de Milne) la répartition angulaire vaut approximativement
{\displaystyle R(\theta )={\frac {1+2\cos \theta }{3}}}
La différence avec le cas précédent est très faible (voir courbe) : on peut donc penser que la diffusion ne va pas changer notablement le résultat dans le cas général.

## Mesures
La comparaison aux mesures effectuées sur le Soleil montre un bon accord avec l'évaluation théorique (voir courbe). Ceci est vrai pour la valeur intégrée en longueur d'onde mais ne présume en rien de ce que l'on peut obtenir pour une longueur d'onde particulière.

## Explication simplifiée

Illustration de l'effet d'assombrissement au bord. Ce dessin n'est pas a l’échelle.

La couche externe du soleil, appelée photosphère, est d'une certaine épaisseur. La température de cette couche décroit régulièrement du centre vers la périphérie.
Cette couche est opaque au-delà de L, quelque centaines de kilomètres. Lorsqu'on regarde le centre on voit la couche la plus basse (Point A), très chaude, qui rayonne beaucoup d’énergie lumineuse. Mais lorsqu'on regarde la périphérie, la même distance de pénétration ne permet que de voir une couche plus élevée (point B), et donc moins chaude.
En réalité la transparence change avec la profondeur, donc L n'est que la valeur moyenne.